# Đo lường trong giáo dục
Đo lường trong giáo dục (Educational measurement) là một nhánh khoa học sử dụng việc đánh giá và phân tích số liệu đánh giá trong giáo dục để suy ra năng lực, trình độ  của người được đánh giá (thí sinh). Đo lường trong giáo dục có một bộ phận chồng gối với đo lường trong tâm lý (tâm trắc học - Psychometrics).
Đo lường là gán các con số vào các cá thể sự vật theo một hệ thống quy tắc nào đó để biểu diễn đặc tính của sự vật đó. Còn đánh giá là đưa ra phán quyết về mức độ giá trị hoặc chất lượng của sự vật đó.  Như vậy, đo lường chỉ để thu được các con số chứ chưa phán xét về sự vật gắn với con số đó ở mức độ giá trị hoặc chất lượng nào; còn đánh giá là phán xét về mức độ giá trị hoặc chất lượng của sự vật, tức là nhận định sự vật là lớn hay bé, cao hay thấp, tốt hay xấu …ở mức độ nào. Quan hệ giữa đo lường và đánh giá là: đo lường nhằm cung cấp số liệu để đánh giá, kết quả đo lường là căn cứ để đánh giá .
Thao tác đo lường trong giáo dục thường là tiến hành các bài kiểm tra trên các thí sinh bằng trắc nghiệm khách quan (lựa chọn trả lời) hoặc tự luận (bài viết đủ dài) rồi phân tích kết quả của các bài kiểm tra để ước lượng rút ra các con số bằng đặc trưng cho các câu hỏi và năng lực của thí sinh.
Các lý thuyết quan trọng được dựa vào để triển khai tính toán nhằm đo lường trong giáo dục (cũng như trong tâm trắc học)  bao gồm Lý thuyết Trắc nghiệm cổ điển (Classical Test theory - CTT), Lý thuyết Ứng đáp Câu hỏi (Item Response Theory - IRT), trong đó có mô hình Rasch. Các lý thuyết này phát triển cũng từ chính các nhu cầu của việc đo lường trong giáo dục.
Một trong các mục tiêu quan trọng của việc sử dụng các lý thuyết nói trên vào đo lường trong giáo dục là việc đặt các kết quả đo lường nhờ các đề kiểm tra khác nhau triển khai ở các mẫu thí sinh khác nhau trên cùng một thang đo để có thể so sánh các kết quả đó với nhau. Quy trình nói trên được gọi là so bằng (equating).
Bạn đọc có thể tìm hiểu về đo lường trong giáo dục ở các sách giáo khoa cơ bản [1] . và sách tổng hợp .